# اوژن اوبن

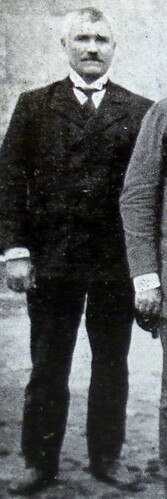
اوژن اوبن، سیاح و دیپلمات فرانسوی - ۱۹۰۸

اوژن اوبن (به فرانسوی:Eugène Aubin ) ۱۸۶۳-۱۹۳۱م؛ سیاح و دیپلمات فرانسوی بود که مدتی نیز ساکن ایران بوده و نویسنده کتاب ایران امروز درباره ایران در طلیعه عصر مشروطه است.

## تولد
اوژن اوبن در ۱۱ آوریل  ۱۸۶۳ در روآن فرانسه متولد شد.

## کتاب ها
- زبان انگلیسی در هند و مصر ، آرماند کالین، ۱۸۹۹، آگوست-فورتادو جایزه از آکادمی فرانسه در سال ۱۹۰۰
- مراکش امروز ، آرماند کالین ، ۱۹۰۴
- از تهران تا اصفهان ، ۱۹۰۷
- تشیع و ملیت ایرانی ، ۱۹۰۸
- ایران امروز (ایران ، بین النهرین) ، آرماند کالین ، ۱۹۰۸(این کتاب را به فارسی علی اصغر سعیدی ترجمه کرده است.)
- در هائیتی: کاشت کنندگان یستریار ، سیاهپوستان امروز ، آرماند کالین ، 1910.

## سفر به ایران
اوبن در طلیعه مشروطه به ایران سفر کرده و گزارش سفر خود را در کتاب ایران امروز نوشته است. کتاب وی از دقیق ترین و پرمطلب ترین کتابهای سفرنامه نویسان شرقی در ایران است که گزارش هایی دقیق و جزئی از وضع سیاست و اقتصاد و دین و فرهنگ و وضعیت شیعیان ایران ارائه می دهد و به احتمال قوی وی در تالیف این کتاب از برخی سیاستمداران و روحانیان مشاوره علمی فراوان گرفته است.

## ایران امروز
این کتاب سفرنامه سفیر فرانسه در ایران، در دورة جنبش مشروطه، «اوژن اوبن» و مربوط به سال‌های 1906 تا 1907 است که به فارسی نیز ترجمه و چاپ شده است. اوبن طی این سفر، پس از ورود به تهران، عازم شهرهای آذربایجان شده و سپس به سوی اصفهان و بغداد رفته و بعد از دیدن شهرهای مقدس از رود فرات گذشته و از راه خلیج‌فارس به اروپا بازگشته است. سفرنامه حاضر، دربردارنده شرح وقایع این سفرهاست. این اثر، از نظر تاریخی دارای اعتبار ویژه‌ای است و نگارنده آن با دقت نظر و استدلال وقایع و دورنگری مسایل مهمی پیرامون انقلاب مشروطیت، تغییر سلطنت، نفوذ مذهب و روحانیت، و روابط قدرت‌های بزرگ را مطرح کرده است.

## درگذشت
اوبن در ۲۶ آگوست ۱۹۳۱ در آردن بلژیک درگذشت.